# Suvača
Suvača (en serbe cyrillique : Сувача) est un moulin situé à Kikinda, dans la province de Voïvodine, en Serbie, dans le district du Banat septentrional. Construit en 1899, il était actionné par la force des chevaux. Il est inscrit sur la liste des monuments culturels d'importance exceptionnelle de la république de Serbie.

## Présentation
Sur le plan architectural, l'édifice est particulièrement intéressant en raison du toit en forme de pyramide à plusieurs pans qui recouvre l'aire destinée à moudre les grains ; à l'intérieur, ce toit est soutenu par une charpente en bois monumentale.